# Деревня бори
Деревня бори (англ. Village des Bories) — музей под открытым небом из 20 каменных хижин во Франции, построенных по технологии сухой кладки для сельскохозяйственных целей и в основном сезонного использования.
Музей расположен в 1,5 км к западу от провансальской деревни Горд, во французском департаменте Воклюз. Этот район когда-то был отдалённым районом деревни под названием фр. «Les Savournins», в то время как группу хижин местные жители называли фр. «Les Cabanes».

## Местоположение
Эти хижины когда-то использовались в сельском хозяйстве на сезонной основе. Они располагаются на холме на средней высоте 270—275 метров между потоком реки Сенанколь — его границей на западе — и долиной Гамаш — его границей на востоке, в том, что жители Горда называют «гарригой» (от фр. garrigue — «кустарник») или «фр. montagne» («холмы»).

## Происхождение названия
На карте земли 1809 года деревня упоминается как фр. «hameau des Savournins», обозначение которого сокращённо обозначено как «Les Savournins» на карте 1956 года. На местном языке группа построек всё ещё называлась фр. «Les cabanes» (чит.: «лэ кабан», пер.: «хижины») в конце 1970-х. Его современное, музеологическое название было придумано Пьером Виала (фр. Pierre Viala), первооткрывателем, владельцем и реставратором района в то время.
Термин «бори» (фр. Borie) происходит от географического названия XVIII века — «Лес Боррис» (от фр. Les Borrys), в департаменте Буш-дю-Рон, которое по ошибке было истолковано как означающее «сухая каменная хижина» учёным середины XIX века. В земельном реестре 1809 года каменные хижины сухой постройки (без раствора) упоминаются как «кабана» (фр. cabane; если они не повреждёны и всё ещё используются) и «сол де кабана» (фр. sol de cabane; когда они оставлены и заброшены) (см. рис., представляющий фр. «Les Savournins Bas» в «Кадастре Наполеона»).

## История
Появление отдалённой деревни «Les Savournins» восходит к широкомасштабной кампании по расчистке и возделыванию земель, которая проходила в Провансе в XVII веке после королевского указа 1766 года. Расширение границ поселения в сторону каменистых холмов привело к тому, что из земли было извлечено огромное количество камней для освобождения мест под новые поля. При расчистке и освоении территории между новыми и существующими полями возводились каменные стены и хижины.
Глиняные черепки, найденные в хижинах и полях во время реставрационных работ 1970-х годов, характерны для глиняной посуды, произведённой в районе Апт, Воклюз, в XVIII — XIX веках.
| - «Деревня бори» Пьера Виала. Объекты, нарисованные пунктирными линиями, отсутствуют в земельном реестре 1809 года - «Les Savournins Bas» в кадастре Наполеона. Используются только обозначения «cabane», «sol de cabane», «sol de maison», слово «borie» нигде не встречается. Хотя здания нарисованы схематично, видно, что их было меньше, чем в современной конфигурации |

Основываясь на анализе функций зданий, свидетельствах, предоставленных как земельными кадастрами, так и свидетельствами жителей Горда и рудиментарных пней деревьев, стало известно, в этом районе в XIX веке выращивались злаки (пшеница, рожь), а также оливковое, миндальное и тутовые деревья (последние для разведения тутового шелкопряда) и виноградные лозы. Существовала также кустарная промышленность по изготовлению кожаных подошв.
Кроме того, некоторые каменные хижины, возможно, принадлежали людям, живущим в соседней деревне, что нередко встречалось в древнем Провансе.
17 октября 1977 года территория района с постройками на ней была признана историческим памятником.

## Создание музея
По инициативе «странствующего» поэта Пьера Виала, который стал владельцем территории в 1968 году, была проведена реставрация в южной части удалённого от деревни Горд района, известного в кадастре как топоним «фр. hameau de(s) Savournins», в просторечии под названием «Les Cabanes». Реставрация построек проходила с 1969 по 1976 год. Территория района и расположившийся на ней архитектурный ансамбль были признаны историческим памятником 17 октября 1977 года и с тех пор открыт для посетителей за плату. В настоящее время его владельцем и управляющим является муниципалитет Горда.
К музею ведёт тропа, вдоль которой при реставрации были высажены дубы и построены каменные стены. Начало пути находится на дороге № 2, ведущей из Кавайон / Имберт, непосредственно перед прибытием на Коль-де-Горд (небольшая кольцевая развязка), соединяющаяся с трассой D15.

## Архитектура

### Строительный материал
Хижины были построены с использованием извлечённых на месте плоских известняковых камней (бурдигалский известняк) толщиной от 10 до 15 см, которые на местном наречии назывались «лозы» (от фр. lauses — плоский камень, плитняк) или «клапсы» (фр. clapes). Они имели квадратную форму для простоты кладки.

### Конструкции
Из 28 каменных зданий, сохранившихся на месте:
- 20 относятся к так называемому «гордскому нефу», то есть прямоугольному или трапециевидному строению в форме перевёрнутого киля, свободно стоящему или примыкающему к другому зданию,
- 3 имеют прямоугольную или квадратную форму со сводом в форме купола или полукупола,
- 2 имеют полукруглое хранилище из вуссуаров, а также куполообразное хранилище из вуссуаров (две печи с духовками),
- 2 имеют круглую или подковообразную форму (разрушенные здания),
- 1 представляет собой обычный дом, на первом этаже под односторонней крышей из черепицы[8].

Преобладание «гордского нефа», наряду с использованием кладки без раствора, придаёт деревушке определённое архитектурное единство.

### «Гордский неф»
С функциональной точки зрения «гордский неф», по-видимому, представлял собой многоцелевое здание, использовавшееся в качестве сезонного жилого помещения, склад для сельскохозяйственных инструментов, сарая, хранилища зерна, овчарня, дома с чаном — большой глубокой кадкой или бочкой.
Наличие 20 построек с конусообразной структурой придаёт объекту определённую архитектурную однородность (помимо использования единого материала, камня, и использования единого метода строительства — сухой кладки).
Наибольшую концентрацию таких сооружений можно увидеть к западу от Горда, также несколько примеров можно увидеть в других городах Воклюз. Такая концентрация объясняется сочетанием геологического и литографического факторов и местных сельскохозяйственных потребностей прошлых веков.

## Планировка и функции зданий
«Village des Bories» состоит из нескольких «групп сооружений», которые распределены по районам к северу и югу от переулка, проходящего через участок. «Группу» следует рассматривать как два или более зданий, примыкающих друг к другу или стоящих в непосредственной близости, обычно вокруг небольшого двора. Исследование наполеоновских и современных земельных реестров показало, что некоторые группы принадлежали двум отдельным владельцам или что одно и то же лицо могло владеть одним зданием в одной группе и другим зданием в другой группе.
На участке также имеются две молотилки, но нет колодцев или резервуаров для хранения воды (ближайшая скважина в 100 метрах от центра группы сухая).

## Галерея
| - Западная подгруппа в группе № 2 Пьера Виала - Группа № 3 (согласно Виале) (справа налево: жилище, овчарня, амбар) - Вход в кладовую группы № 4 (согласно Виале) - Группа № 5 (согласно Виале) - Внутри жилища (в настоящее время заняты экспонатами) группы № 4 (согласно Виале) - Некоторые из экспонатов: лёгкие поворотные плуги (или рало) и борона |